# Martin Hoffman
Martin Hoffman (Bayonne, 20 marzo 1924 – Santa Barbara, 8 agosto 2022) è stato uno psicologo statunitense e professore emerito di psicologia clinica e dello sviluppo presso l'Università di New York.

## Biografia
Durante la sua carriera, Hoffman ha dato un fondamentale contributo sullo sviluppo dell'empatia e sulla sua relazione con lo sviluppo morale. L'empatia viene descritta dall'autore come una “risposta affettiva più appropriata alla situazione di un’altra persona che alla propria” e come questa sia alla base della moralità”. Il suo lavoro ha trattato anche la rabbia empatica, la simpatia , il senso di colpa e i sentimenti di ingiustizia.
Hoffman dopo la laurea in ingegneria elettrica presso la Purdue University nel 1945 conseguì un master in psicologia all' Università del Michigan nel 1947 e un dottorato di ricerca in psicologia sociale nel 1951. Successivamente lavorò per il Merrill Palmer Institute di Detroit, da redattore curò la conversione da newsletter a rivista accademica del Merrill-Palmer Quarterly. In seguito venne nominato professore ordinario presso l'Università del Michigan nel 1965 e quindi Presidente del Dipartimento di Psicologia presso la New York University dove rimase fino al suo ritiro nel 2003.
È stato membro dell'American Association for the Advancement of Science, dell'American Psychological Association e dell'Association for Psychological Science.